# Любомудров, Николай Иванович
Николай Иванович Любомудров (11 (23) апреля 1862, село Юркино, Ярославская губерния — 20 октября (2 ноября) 1918, село Лацкое, Ярославская губерния) — православный священник, святой Русской православной церкви, причислен к лику святых как священномученик в 2000 году для общецерковного почитания.

## Биография
Священномученик Николай (Николай Иванович Любомудров) родился в 1862 году в селе Юркино Пошехонского уезда в семье псаломщика. Окончил Пошехонское духовное училище и Ярославскую духовную семинарию.
В 1887 году был назначен на службу в село Лацкое Ярославской губернии, где и прожил почти 32 года. 
Отец Николай стал подлинным духовным пастырем для своих прихожан. Вся его жизнь в Лацком была наполнена служением своей пастве.  Он преподавал Закон Божий в трехклассной земской школе, создал в селе первую в округе библиотеку-читальню для крестьян, в которой его усилиями были собраны книги духовно-нравственного содержания, русская классика, книги для детей, газеты и журналы. Организовал слаженный церковный хор, в котором пели и все его дети. 
Отца Николая хорошо знал и ценил архиепископ Ярославский и Ростовский Тихон, будущий Патриарх Московский и всея Руси. 
20 октября (2 ноября) 1918 года был расстрелян карательным отрядом латышских стрелков по доносу комбедовцев.
Близкие отцу Николаю крестьяне советовали ему на время скрыться, предлагали убежище: «Батюшка, пойди в любую избу, и будешь цел». Но отец Николай, не считая себя виновным в чем-либо перед властью, не находя возможным оставить паству и своим бегством дать повод к подозрениям, отвечал: «Я не совершал никаких преступлений и ничего не боюсь».  
В ответ на просьбу похоронить отца Николая по христианскому обычаю на третий день из волостного исполкома поступило распоряжение: похоронить немедленно и без всяких обрядов. Один из крестьян предоставил готовый гроб, в который отец Николай был положен. Софья Петровна облекла отца Николая в рясу, епитрахиль, скуфью, вложила в руки деревянный крест с Афона. Несмотря на запреты, проститься с отцом Николаем пришли многие чтившие его прихожане.

## Семья
Жена — Софья Петровна Любомудрова (урожд. Дьяконова; 1862 — 1951), из семьи священника, впоследствии тоже претерпевшая за веру (в 1919 году была арестована за «агитацию против советской власти», провела два месяца в тюрьме в Ярославле, пока обвинение не было снято за отсутствием доказательств) занесена в списки Новомучеников и исповедников РПЦ XX века. 
В семье было четыре сына: Александр (1889—1956), Сергей (1893—1960), Николай (1898—1991), Владимир (1905—1986) и четыре дочери: Юлия (1888—1982), Надежда (1891—1967), Вера (1894—1942), Ольга (1896—1983). 
Внук — Марк Николаевич Любомудров, известный публицист, театровед, профессор. Правнук — доктор филологических наук, писатель Алексей Маркович Любомудров.

## Канонизация
Причислен к лику священномучеников Архиерейским Собором Русской Православной Церкви 20 августа 2000 года.